# نونتابوری
نونتابوری (تای: นนทบุรี) مرکز ناحیه و استانی با همین نام در تایلند است.

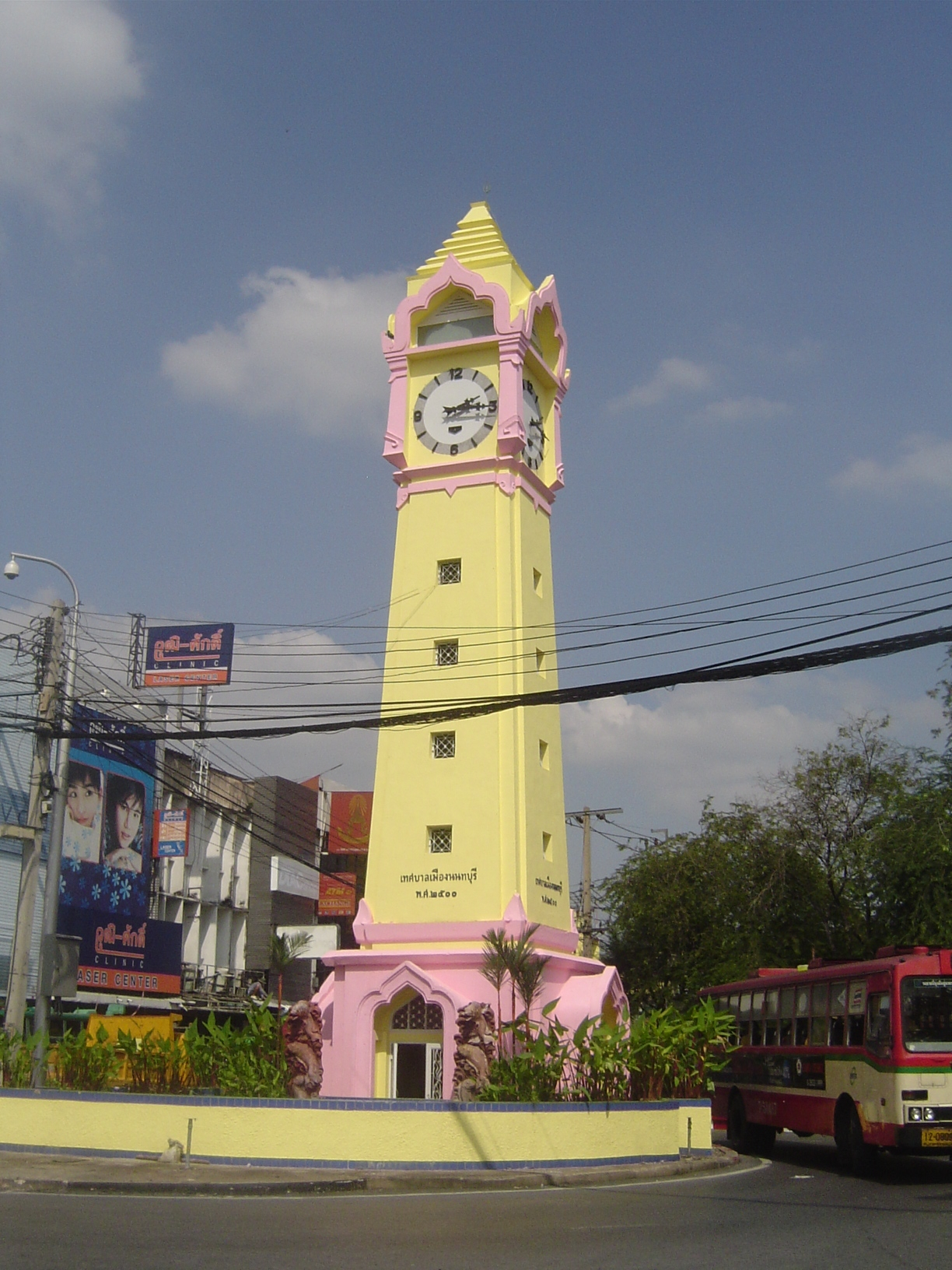
Clocktower at Nonthaburi Pier